# Кэмп-Дэвидские соглашения
Кэмп-Дэвидские соглашения (англ. Camp David Accords) — заключение израильско-египетского мирного договора.
В 1978 году на саммите в Кэмп-Дэвиде (США) было заключено предварительное соглашение, а в 1979 году в Вашингтоне Менахем Бегин и Анвар Садат подписали договор о мире между Израилем и Египтом.

## Предпосылки

### В Израиле
Правительству Ицхака Рабина, раздираемому чередой скандалов, в 1977 году пришлось уйти в отставку. Выборы того года выиграла правая партия «Ликуд» во главе с М. Бегином. Это явилось исторической переменой в израильском политическом ландшафте: впервые со дня основания государства у власти оказалась коалиция, возглавляемая не социалистами.

### В Египте
Анвар Садат, вступивший в 1973 году в Войну Судного дня с целью вернуть Египту Синай, был неудовлетворён медленным ходом мирного процесса. В 1977 году в интервью телекомпании CBS он отметил, что готов к более конструктивному мирному диалогу, включая даже государственный визит в Израиль. Это заявление дало толчок новому витку переговоров. М. Бегин, обычно сторонник твёрдой линии, также заявил, что он был бы рад наладить отношения, и пригласил А. Садата посетить Израиль с официальным визитом.

## Визит А. Садата в Иерусалим
В ноябре 1977 года состоялся исторический визит А. Садата в Израиль, где он выступил перед Кнессетом в Иерусалиме, таким образом признав за еврейским государством право на существование. Тем самым Египет — самая большая и сильная в военном отношении арабская страна — первым денонсировал провозглашённый в 1967 году в Хартумской резолюции принцип «трёх нет»: «нет» — миру с Израилем, «нет» — признанию Израиля, «нет» — переговорам с Израилем. Этот беспрецедентный акт положил начало серьёзному мирному процессу.

## Мирный договор
В 1978 году президент США Джимми Картер пригласил А. Садата и М. Бегина на саммит в Кэмп-Дэвид, чтобы обсудить с ними возможность окончательного мирного договора. Переговоры проходили с 5 по 17 сентября и окончились подписанием в Вашингтоне двух документов, озаглавленных «Принципы для подписания мирного договора между Египтом и Израилем» и «Принципы мира на Ближнем Востоке». 26 марта 1979 года Бегин и Садат подписали в Вашингтоне Египетско-израильский мирный договор, положивший конец войне между двумя государствами и установивший между ними дипломатические и экономические отношения.
По условиям договора Израиль возвращал Египту Синайский полуостров и признал «законные права палестинского народа». Было также достигнуто обоюдное принципиальное согласие на предоставление автономии жителям контролируемых Израилем территорий до окончательного решения вопроса об их будущем политическом статусе.
Среди деталей соглашения, относящихся к палестинцам и имевших серьёзные последствия, также содержались следующие пункты:
- Признание сторонами в части, посвящённой Западному берегу и сектору Газа, резолюции Совета Безопасности ООН 242 в качестве основы для дальнейшего урегулирования.
- Признание сторонами за палестинцами права самим выбирать для себя дальнейшую форму управления, что истолковывается палестинцами как признание за ними права на собственное независимое государство.
- Признание сторонами необходимости создания сильной палестинской полиции, что послужило как ФАТХ, так и ХАМАС в качестве юридического обоснования легализации собственных вооружённых отрядов. Каждая из этих организаций пытается представить свои отряды в качестве правильной полиции.
- Вместе с подписями премьер-министра Израиля Менахема Бегина и президента Египта Анвара Садата имеется подпись американского президента, Джимми Картера, в качестве свидетеля и гаранта выполнения договора, что служит юридическим обоснованием особой роли США в дальнейшем мирном процессе.

В 1982 году Израиль вывел все свои войска и поселенцев с Синайского полуострова.

## Последствия мирного договора

### Реакция в арабском мире
Визит президента А. Садата в Иерусалим вызвал возмущение в большинстве арабских стран. Правительства и СМИ Сирии, Ирака, Алжира, Ливии, а также ООП обвинили его в предательстве арабского дела и прислужничестве «империалистическо-сионистскому заговору». Иордания и Саудовская Аравия, занявшие первоначально нейтральную позицию, впоследствии присоединились к протесту против мирной инициативы Садата. Вместе с тем такие арабские страны, как Судан, Марокко и Оман, оказали президенту определённую поддержку, а Тунис, Йемен и Сомали не стали осуждать Египет.
Сирия, Иордания и Ливан, а также представители палестинцев категорически отвергли предложение А. Садата принять участие в переговорах с Израилем в рамках Каирской конференции. Иордания также отклонила и все приглашения присоединиться к переговорам при посредничестве США.
В декабре 1977 года в Триполи главы государств «Фронта отказа»: Сирии, Алжира и Ливии, а также представители Ирака, Южного Йемена и ООП резко осудили египетского президента, объявив политический бойкот встречам Арабской лиги в Каире и торговый бойкот египетским компаниям, которые будут иметь дело с Израилем. Было также объявлено о «замораживании» дипломатических отношений этих государств с Египтом. Египет, в свою очередь, разорвал отношения с этими странами, лишив ООП своей поддержки.
После подписания мирного договора между Израилем и Египтом новая встреча глав арабских государств постановила привести в действие меры против Египта, намеченные ранее: Египет был исключён из Арабской лиги, всякая экономическая помощь арабских стран Египту была прекращена, те арабские государства, которые до этого момента ещё поддерживали с ним дипломатические отношения (кроме Судана, Сомали и Омана), разорвали их. Таким образом, арабский мир выступил против самого большого арабского государства, претендовавшего на роль его лидера.
6 октября 1981 года Анвар Садат был убит в результате покушения, организованного террористическими группами исламских фундаменталистов «Аль-Гамаа аль-исламийя» и «Исламский джихад».